# 安卒大伯公廟

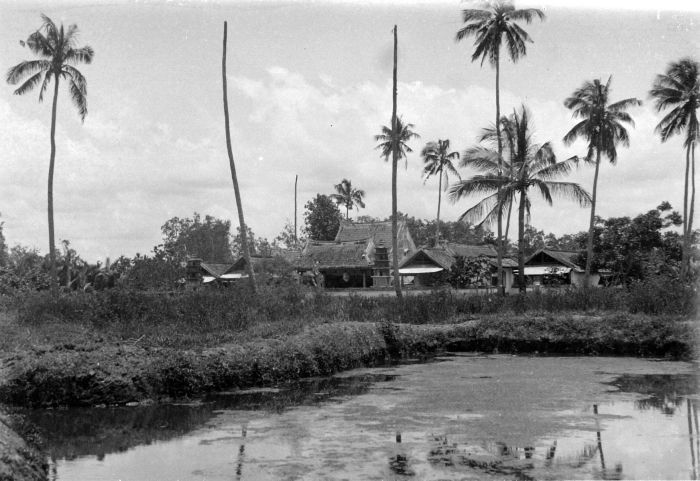
安卒大伯公廟建築群，攝影於1930年。

惟德馨寺，或稱安卒大伯公廟（或作安恤大伯公廟）、安卒寺廟，是一座位在雅加達安卒（Ancol）、由華人傳統信仰者和穆斯林共同使用的寺廟。該寺創建於17世紀中葉，是雅加達現存最古老的廟宇之一。

## 簡介
安卒大伯公廟的主殿奉祀大伯公與其妻伯婆（埋葬於此處之夫婦的化身），以及鄭和的穆斯林廚師三寶舵手（Sampo Soei Soe）與其妻西提瓦蒂女士（Ibu Sitiwati）。三寶舵手據信是一位鄭和的穆斯林舵手，他留在爪哇並協助建立了大伯公廟。同時被供奉的還有San-bao daren與其妻Ibu Mone（西提瓦蒂之妹）。在主建築右側是Kong Toe-Tjoe-Seng的墳墓，後方則是Embah Said Areli Dato Kembang的墳墓。
該廟宇的建築形式同時融合了華人寺廟與穆斯林聖墓。